# Best (Texas)
Pour les articles homonymes, voir Best.
Best est une ville fantôme située dans le comté de Reagan, au Texas, aux États-Unis. C'est une communauté non incorporée située dans la partie occidentale de l'État à 135 km à l'ouest de San Angelo. En 2010, la population de la ville avait chuté à 1 habitant. Selon un guide historique écrit par l'Université du Texas, Best serait l'une des quatre principales communautés du comté de Reagan. La ville fantôme est desservi par la Kansas City, Mexico and Orient Railway. Cette ville à la réputation sauvage fut dépeinte dans le roman de Clyde Ragsdale « The Big Fist ».

## Histoire
Du pétrole est découvert dans la région en 1923. En 1924, la ville est construite autour d'une station de commutation de chemin de fer établie par Tom Best, un actionnaire anglais de l'Orient Railroad, qui donne son nom à la ville. La population croit rapidement pour atteindre dès 1925 3 500 habitants.
La croissance rapide de la ville s'accompagne d'une mauvaise réputation. Un slogan couramment utilisé à l'époque la décrit comme « the town with the Best name in the world and worst reputation. »,.
À partir du pic de croissance de 1925, la population de la ville commencera à chuter pour atteindre 300 habitants en 1945. À la fin des années 1950, la National Oilwell Varco (en) abandonne l'exploitation de son dernier champ pétrolifère. La population chute à 25 en 1990 puis à une seule personne en 2010.